# Romcarton
Romcarton București este o companie producătoare de ambalaje din carton ondulat din România.
Compania a fost achiziționată în 1991 de grupul francez Rossmann, care a preluat în 1997 și Ambro Suceava.
Rossman deține 25 de fabrici de hârtie.
În anul 2008, Rossmann deținea o cotă de 23% din totalul pieței de carton ondulat și de 33% din cea de ambalaje.
Cifra de afaceri în 2008: 26 milioane euro